# Sot del Colomer (Bertí)
El Sot del Colomer és un sot, o vall estreta i feréstega, del terme municipal de Sant Quirze Safaja, a la comarca del Moianès. Pertany al territori del poble rural de Bertí.
És a la part central-meridional del terme del poble de Bertí, a llevant del terme municipal. És al sud-est del Soler de Bertí, dels Camps del Soler de Bertí, de la Vinyota i de la Solella Gran. Constitueix el vessant de ponent del Serrat del Colomer.